# قطعنامه ۱۱۷۹ شورای امنیت
قطعنامه  ۱۱۷۹ شورای امنیت سازمان ملل متحد که در تاریخ ۲۹ ژوئن ۱۹۹۸ تصویب شد، سندی بین‌المللی دربارهٔ بررسی وضعیت در قبرس است. این قطعنامه طی نشست ۳۸۹۸ام با ۱۵ رای موافق، ۰ مخالف و ۰ ممتنع تصویب شد.